# Katharina Knie

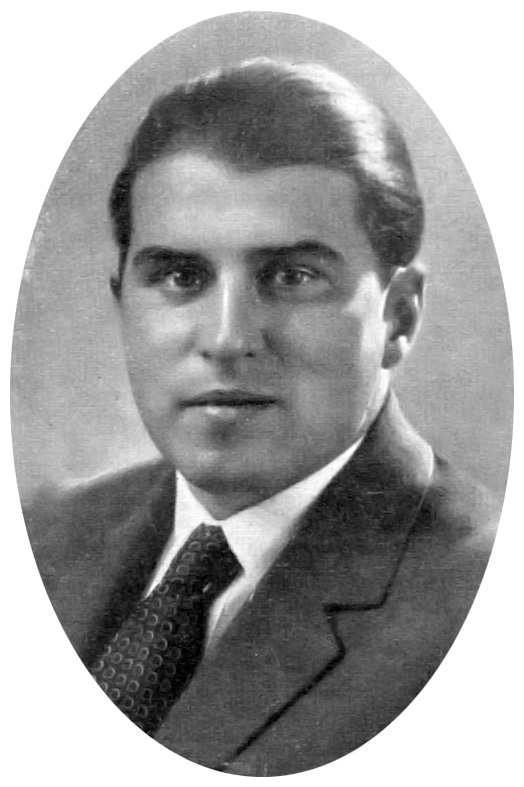
Carl Zuckmayer.

Katharina Knie est une pièce de théâtre de 1928 écrite par l'écrivain allemand Carl Zuckmayer. Sa première eut lieu le 20 décembre 1928 au théâtre Lessing de Berlin avec, comme acteurs, Elisabeth Lennartz et Albert Bassermann.

## Adaptations
- un film muet de 1929 : Danseuse de corde de Karl Grune
- une comédie musicale de 1957 : Katharina Knie (musical) (en), musique de Mischa Spoliansky, livret de Robert Gilbert
- un téléfilm de 1964 :  Katharina Knie - Ein Seiltänzerstück de Theodor Grädler[2]
- un téléfilm de 1973 :  Katharina Knie d'Elmar Peters[3]

## Source de la traduction
- (en) Cet article est partiellement ou en totalité issu de l’article de Wikipédia en anglais intitulé « Katharina Knie (play) » (voir la liste des auteurs).